# Segunda División 'B' de México 1993-94
La Temporada 1993-94 de la Segunda División 'B' de México fue la decimosegunda y última temporada en la historia de esta competición. Se celebró entre los meses de julio de 1993 y abril de 1994. El Tapatío fue campeón de la categoría al finalizar como líder de la tabla general. Los equipos Cruz Azul Hidalgo y La Piedad completarían el trío de equipos ascendidos al ganar sus respectivos grupos de promoción, en un nuevo cambio de formato.
En esta temporada entraron en la competencia once equipos diferentes respecto a la temporada previa: desde la Segunda División descendieron los equipos de La Piedad, Pioneros de Cancún y Bachilleres. Desde la tercera ascendieron cinco clubes diferentes: Cruz Azul Oaxaca, Cuautla, Club Deportivo Yautepec, Jaguares Tabasco y San Sebastián. Además regresó a jugar el equipo Clubes Unidos de Tlaxcala que había solicitado permiso para ausentarse durante la temporada 1992-93. Por otro lado, reapareció el Club Jalisco tras el regreso de la franquicia Delfines de Acapulco a su club original, el cuadro acalpuqueño había descendido desde la Segunda. 
También debe mencionarse la aparición del Real Hidalgo, como nuevo equipo en la competencia. En un principio competirían 20 equipos en la categoría, sin embargo Voladores de Papantla y Zitlaltepec desaparecieron mientras que Cachorros Zamora solicitó otro año de baja temporal, lo que provocó que finalmente la temporada tuviera 17 participantes. Como curiosidad, en esta temporada compitieron dos equipos filiales del Cruz Azul, una localizada en el Estado de Hidalgo y otra en Oaxaca.
Al finalizar la temporada, la Federación Mexicana de Fútbol termina con esta categoría al reestructurar las divisiones inferiores del fútbol mexicano debido a la creación de la Primera División A.

## Formato de competencia
Los 17 equipos compiten en un grupo único en el sistema de todos contra todos a ida y vuelta durante 34 jornadas. El líder de la competencia se proclama campeón de la categoría y gana su ascenso a la Segunda División. Mientras que los clubes colocados entre el segundo y el noveno lugar se clasifican a la liguilla por el ascenso, los ocho equipos se dividen en dos grupos de cuatro, siendo los líderes los que finalmente ascenderán. Por el otro lado, los últimos tres clubes de la tabla general descenderán a la Tercera División
El reglamento de puntuaciones varía de acuerdo a algunas condiciones dadas en el partido, es decir: concede dos puntos si hay una victoria por un gol de diferencia; tres si se ganan con más de dos anotaciones de ventaja; y uno si se da un empate entre ambos clubes.

## Equipos participantes

### Equipos por Entidad Federativa
| Entidad Federativa | N.º | Equipos                             |
| ------------------ | --- | ----------------------------------- |
| Jalisco            | 3   | Bachilleres, Club Jalisco y Tapatío |
| Hidalgo            | 2   | Cruz Azul Hidalgo y Real Hidalgo    |
| Quintana Roo       | 2   | Chetumal y Pioneros de Cancún       |
| Morelos            | 2   | Cuautla y Yautepec                  |
| Veracruz           | 2   | Delfines de Xalapa y Orizaba        |
| Guanajuato         | 1   | San Sebastián                       |
| Guerrero           | 1   | Acapulco                            |
| Michoacán          | 1   | La Piedad                           |
| Oaxaca             | 1   | Cruz Azul Oaxaca                    |
| Tabasco            | 1   | Jaguares de Tabasco                 |
| Tlaxcala           | 1   | Clubes Unidos de Tlaxcala           |

### Información sobre los equipos participantes
| Equipo             | Ciudad                 | Estadio                   |
| ------------------ | ---------------------- | ------------------------- |
| Acapulco           | Acapulco, Guerrero     | Unidad Deportiva Acapulco |
| Bachilleres        | Guadalajara, Jalisco   | Tecnológico UdeG          |
| Chetumal           | Chetumal, Quintana Roo | 10 de Abril               |
| Cruz Azul Hidalgo  | Jasso, Hidalgo         | 10 de Diciembre           |
| Cruz Azul Oaxaca   | Oaxaca, Oaxaca         | Benito Juárez             |
| Cuautla            | Cuautla, Morelos       | Isidro Gil Tapia          |
| Delfines Xalapa    | Xalapa, Veracruz       | Antonio M. Quirasco       |
| Jaguares Tabasco   | Villahermosa, Tabasco  | Olímpico de Villahermosa  |
| Jalisco-Oro        | Guadalajara, Jalisco   | Jalisco                   |
| La Piedad          | La Piedad, Michoacán   | Juan N. López             |
| Orizaba            | Orizaba, Veracruz      | Socum                     |
| Pioneros de Cancún | Cancún, Quintana Roo   | Cancún 86                 |
| Real Hidalgo       | Pachuca, Hidalgo       | Revolución Mexicana       |
| San Sebastián      | León, Guanajuato       | La Martinica              |
| Tapatío            | Guadalajara, Jalisco   | Anacleto Macías           |
| Tlaxcala           | Tlaxcala, Tlaxcala     | Tlahuicole                |
| Yautepec           | Yautepec, Morelos      | CDY Yautepec              |

## Temporada Regular
| Pos. | Equipo              | Pts. | PJ | G  | E  | P  | GF | GC | Dif. | Clasificación               |
| ---- | ------------------- | ---- | -- | -- | -- | -- | -- | -- | ---- | --------------------------- |
| 1    | Tapatío (C)         | 59   | 32 | 17 | 10 | 5  | 57 | 23 | +34  | Campeón de la temporada     |
| 2    | Real Hidalgo        | 54   | 32 | 18 | 7  | 7  | 55 | 30 | +25  | Cuadrangular de la liguilla |
| 3    | Bachilleres         | 52   | 32 | 16 | 9  | 7  | 51 | 34 | +17  | Cuadrangular de la liguilla |
| 4    | La Piedad           | 51   | 32 | 16 | 6  | 10 | 45 | 31 | +14  | Cuadrangular de la liguilla |
| 5    | Cruz Azul Hidalgo   | 47   | 32 | 12 | 14 | 6  | 50 | 30 | +20  | Cuadrangular de la liguilla |
| 6    | Pioneros de Cancún  | 47   | 32 | 15 | 9  | 8  | 41 | 33 | +8   | Cuadrangular de la liguilla |
| 7    | San Sebastián       | 46   | 32 | 14 | 8  | 10 | 41 | 26 | +15  | Cuadrangular de la liguilla |
| 8    | Acapulco            | 46   | 32 | 11 | 14 | 7  | 36 | 26 | +10  | Cuadrangular de la liguilla |
| 9    | Cuautla             | 38   | 32 | 11 | 10 | 11 | 42 | 40 | +2   | Cuadrangular de la liguilla |
| 10   | Tlaxcala            | 38   | 32 | 11 | 10 | 11 | 41 | 40 | +1   |                             |
| 11   | Cruz Azul Oaxaca    | 36   | 32 | 8  | 13 | 11 | 32 | 38 | −6   |                             |
| 12   | Jalisco-Oro         | 31   | 32 | 8  | 9  | 15 | 39 | 37 | +2   |                             |
| 13   | Yautepec            | 31   | 32 | 9  | 8  | 15 | 37 | 47 | −10  |                             |
| 14   | Delfines de Xalapa  | 29   | 32 | 8  | 10 | 14 | 33 | 44 | −11  |                             |
| 15   | Orizaba             | 28   | 32 | 6  | 13 | 13 | 29 | 57 | −28  |                             |
| 16   | Jaguares de Tabasco | 24   | 32 | 6  | 9  | 17 | 31 | 70 | −39  |                             |
| 17   | Chetumal (D)        | 15   | 32 | 4  | 5  | 23 | 29 | 83 | −54  | Descenso de categoría       |

 Fuente: RSSSF
|                              |
| Tapatío Campeón 2.do título. |

### Resultados
| Local \ Visitante | ACA | BAC | CHE | CRH | CRO | CUA | DEX | JAG | JAL | LPD | ORI | PIO | RHI | SSE | TAP | TLA | YAU |
| ----------------- | --- | --- | --- | --- | --- | --- | --- | --- | --- | --- | --- | --- | --- | --- | --- | --- | --- |
| Acapulco          | —   | 0–0 | 4–1 | 0–0 | 0–2 | 0–4 | 0–0 | 2–0 | 0–0 | 2–0 | 4–0 | 1–0 | 0–0 | 0–0 | 0–0 | 3–1 | 4–2 |
| Bachilleres       | 3–1 | —   | 4–1 | 1–0 | 0–3 | 1–0 | 1–0 | 4–1 | 1–2 | 0–1 | 1–1 | 3–1 | 4–2 | 2–1 | 3–1 | 2–1 | 4–1 |
| Chetumal          | 1–2 | 3–2 | —   | 1–2 | 0–2 | 1–1 | 0–4 | 0–2 | 2–3 | 0–2 | 0–0 | 0–4 | 2–6 | 0–2 | 0–2 | 2–2 | 1–0 |
| Cruz Azul Hidalgo | 2–2 | 3–1 | 5–0 | —   | 2–0 | 0–1 | 2–1 | 3–0 | 2–2 | 6–1 | 1–1 | 5–2 | 2–2 | 1–0 | 1–1 | 1–1 | 2–1 |
| Cruz Azul Oaxaca  | 1–2 | 0–0 | 1–2 | 1–1 | —   | 3–0 | 1–1 | 3–0 | 1–0 | 0–0 | 3–3 | 0–2 | 0–0 | 0–4 | 1–1 | 0–0 | 1–1 |
| Cuautla           | 1–0 | 1–1 | 4–3 | 1–2 | 3–0 | —   | 1–1 | 2–0 | 2–1 | 1–2 | 2–0 | 1–1 | 1–0 | 1–1 | 1–0 | 1–1 | 0–0 |
| Delfines Xalapa   | 2–1 | 1–1 | 1–1 | 1–0 | 2–1 | 3–2 | —   | 4–1 | 2–2 | 1–4 | 1–1 | 2–2 | 0–2 | 1–0 | 0–3 | 2–2 | 0–1 |
| Jaguares Tabasco  | 1–4 | 1–1 | 3–1 | 1–1 | 1–0 | 1–1 | 1–1 | —   | 1–0 | 2–1 | 2–3 | 1–1 | 1–2 | 2–0 | 0–2 | 1–1 | 4–4 |
| Jalisco-Oro       | 0–0 | 1–3 | 0–0 | 1–1 | 0–0 | 2–1 | 2–1 | 8–0 | —   | 1–2 | 4–0 | 0–1 | 0–2 | 0–2 | 1–1 | 0–1 | 3–0 |
| La Piedad         | 0–0 | 2–4 | 2–0 | 1–0 | 4–1 | 1–1 | 1–0 | 3–0 | 1–0 | —   | 2–0 | 0–0 | 3–1 | 0–0 | 1–2 | 3–0 | 3–0 |
| Orizaba           | 1–0 | 1–1 | 1–4 | 1–1 | 3–3 | 0–2 | 0–1 | 3–0 | 1–0 | 1–1 | —   | 2–1 | 0–2 | 0–0 | 1–1 | 3–3 | 1–1 |
| Pioneros Cancún   | 1–0 | 1–0 | 1–0 | 0–0 | 1–1 | 2–1 | 2–0 | 2–2 | 1–0 | 1–0 | 2–0 | —   | 1–1 | 2–0 | 3–2 | 2–0 | 0–2 |
| Real Hidalgo      | 2–2 | 0–1 | 1–0 | 1–0 | 0–1 | 1–0 | 2–0 | 5–0 | 2–2 | 2–1 | 7–0 | 4–1 | —   | 0–4 | 1–0 | 1–0 | 2–1 |
| San Sebastián     | 0–0 | 2–0 | 4–2 | 1–1 | 1–2 | 1–1 | 2–0 | 3–1 | 1–0 | 2–0 | 1–0 | 2–1 | 1–2 | —   | 0–1 | 1–1 | 2–1 |
| Tapatío           | 1–1 | 1–1 | 6–0 | 2–2 | 2–0 | 5–1 | 2–0 | 2–0 | 2–1 | 2–0 | 5–0 | 0–0 | 0–1 | 2–1 | —   | 2–0 | 4–1 |
| Tlaxcala          | 0–1 | 0–0 | 6–0 | 1–0 | 2–0 | 3–1 | 1–0 | 2–0 | 2–1 | 0–3 | 0–1 | 1–2 | 1–1 | 2–1 | 0–1 | —   | 3–2 |
| Yautepec          | 0–0 | 0–1 | 4–1 | 0–1 | 0–0 | 3–2 | 2–0 | 1–1 | 1–2 | 1–0 | 1–0 | 2–0 | 1–0 | 0–1 | 1–1 | 2–3 | —   |

## Promoción de Ascenso

### Grupo A
| Pos. | Equipo             | Pts. | PJ | G | E | P | GF | GC | Dif. |
| ---- | ------------------ | ---- | -- | - | - | - | -- | -- | ---- |
| 1    | La Piedad          | 9    | 6  | 3 | 1 | 2 | 6  | 5  | +1   |
| 2    | Real Hidalgo       | 7    | 6  | 3 | 0 | 3 | 7  | 5  | +2   |
| 3    | Acapulco           | 7    | 6  | 3 | 1 | 2 | 8  | 8  | 0    |
| 4    | Pioneros de Cancún | 4    | 6  | 1 | 2 | 3 | 3  | 6  | −3   |

 Fuente: RSSSF

#### Resultados
| Local \ Visitante  | ACA | LPD | PIO | RHI |
| ------------------ | --- | --- | --- | --- |
| Acapulco           | —   | 2–1 | 3–2 | 2–1 |
| La Piedad          | 2–0 | —   | 2–0 | 1–0 |
| Pioneros de Cancún | 0–0 | 0–0 | —   | 1–0 |
| Real Hidalgo       | 2–1 | 3–0 | 1–0 | —   |

### Grupo B
| Pos. | Equipo            | Pts. | PJ | G | E | P | GF | GC | Dif. |
| ---- | ----------------- | ---- | -- | - | - | - | -- | -- | ---- |
| 1    | Cruz Azul Hidalgo | 10   | 6  | 3 | 2 | 1 | 8  | 4  | +4   |
| 2    | Bachilleres       | 7    | 6  | 2 | 1 | 3 | 6  | 6  | 0    |
| 3    | Cuautla           | 7    | 6  | 3 | 1 | 2 | 5  | 5  | 0    |
| 4    | San Sebastián     | 8    | 6  | 1 | 2 | 3 | 2  | 6  | −4   |

 Fuente: RSSSF

#### Resultados
| Local \ Visitante | BAC | CRH | CUA | SSE |
| ----------------- | --- | --- | --- | --- |
| Bachilleres       | —   | 0–2 | 1–1 | 3–0 |
| Cruz Azul Hidalgo | 2–1 | —   | 2–0 | 0–0 |
| Cuautla           | 1–0 | 2–1 | —   | 1–0 |
| San Sebastián     | 0–1 | 1–1 | 1–0 | —   |

## Fin del Formato
En el interludio entre el final de la temporada 1993-94 y el principio de la 1994-95, la Federación Mexicana de Fútbol creó la Primera División 'A' como segunda categoría del fútbol mexicano, esto se hizo con los objetivos de aumentar la calidad de la competencia, el interés del público y la cobertura por parte de los medios de comunicación, por este motivo la Segunda División pasó a ser el tercer escalón del balompié nacional y se eliminó la Segunda B al considerarse innecesaria por las nuevas características del sistema profesional. Los 17 equipos participantes en la temporada 1993-94 fueron repartidos entre la Primera A y la Segunda División de acuerdo a su infraestructura de juego y la condición como filial de un club de una división superior, por ello la distribución de los clubes quedó de la siguiente manera:
| Invitados a la Primera División A | Participantes de la Segunda División | Otros |
| --------------------------------- | --- | --- |
| - Acapulco - La Piedad            | - Tapatío - Real Hidalgo - Bachilleres - Cruz Azul Hidalgo - Cuautla - Cruz Azul Oaxaca - Pioneros de Cancún - Yautepec - Delfines de Xalapa - Jaguares de Tabasco - Orizaba | - Chetumal (Descendido a Tercera División) - San Sebastián (Disuelto) - Clubes Unidos de Tlaxcala (Disuelto) - Jalisco-Oro (Disuelto) |